# Szántó Péter (újságíró)
Szántó Péter (Pécs, 1952. január 10. – Budapest, 2018. április 12.) magyar író, újságíró, kommunikációs szakember.

## Életpályája
Apja Szántó Tibor író, a kor progresszív, reformer folyóirata, a Dunántúl (1952–1956) alapító főszerkesztője, aki először szólaltatta meg az olyan elhallgattatott írókat, mint Mándy Iván, Weöres Sándor, Kodolányi János vagy Sinkó Ervin. Igazgatta a Dunántúli Magvető Kiadót és a Dunántúli Írók Szövetsége vezetője volt. (A Dunántúl 1957 januári betiltása és Szántó Tibor bebörtönzése után Jelenkor címen jelent meg.) Anyja Varga Irén asszisztensnő.
Iskoláit szülővárosában végezte, 1970-ben érettségizett a Nagy Lajos gimnáziumban, majd jogi diplomát szerzett. Elvégezte az újságíró iskolát, 1997-ben nemzetközi kommunikációs menedzser MBA diplomát szerzett Angliában az Open University of Milton Keynesen.
A Dunántúli Napló munkatársa, majd a Népszava publicistája. 1982-től 1990-ig az Élet és Irodalom rovatvezetője, 1985-ig Széky Jánossal együtt tévékritikusa.  Ezt követően a Kurír főmunkatársa, majd a Képes Európa főszerkesztője.
1994 óta kommunikációs szakemberként, tanácsadóként dolgozott itthon és külföldön, a Noguchi Porter Novelli, a világ egyik legnagyobb kommunikációs cége magyar ügyvezetője, 2015 óta elnöke.
1971 óta publikál, első novellája 19 évesen a Nők lapjában jelent meg. Írásai a Jelenkorban, Mozgó Világban, Új Írásban, antológiákban, könyvekben jelentek meg, novelláskötetét 1989-ben a Magvető adta ki. A 80-as évektől elsősorban rádiós, tévés és színházi darabokat írt. Két színdarabját és tizenkét rádiójátékát játszották. Számos televíziós produkció szerzője, többek között az Angyalbőrben és a Família Kft. egyik forgatókönyvírója.
Mintegy húsz könyvet fordított angolból.

## Társasági tagságai
- Magyar Újságírók Szövetsége
- József Attila Kör[9] (1984–2018)
- Magyar Írók Szövetsége (1987–1999)
- Public Relations Society of America (1997–2018)

## Díjai, elismerései
- Az év legjobb rádiójátéka (Magyar Rádió Ifjúsági osztály, 1977)
- Móricz Zsigmond ösztöndíj (1982)
- Az év rádiójátéka (Magyar Rádió, 1989)
- IPRA 7 darab Golden World Award (Nemzetközi PR Szövetség PR Oscar Díja, 2001–2015)
- A Magyar Köztársasági Érdemrend lovagkeresztje[10] (2007)

## Művei

### Próza
- Freskó (1974, Jelenkor)
- Innen talán lehet (1975, Glosszátor Kiadó) – antológia
- Készülődések ideje (1975, Jelenkor – Városi Tanács) – antológia, szerkesztette Marafkó László
- Gazdasági vezetők (1977, Kossuth Könyvkiadó) – riportkötet Marafkó Lászlóval
- Ágyrajárók (1982, Színház folyóirat)
- Kínai főzőiskola alapfokon (1983, Editorg-Lapkiadó) – az első magyar nyelvű kínai szakácskönyv)
- Ilyen a boksz! Az LGT sztori (1985, Editorg)
- Halált okozó (1987, Mozgó Világ)
- A zsilettpengés ember (1988, Mozgó Világ)
- Harmadnapos nemzedék (1989, Magvető) – novelláskötet
- A csomagolt lány (1989, Színház folyóirat)
- Kínai főzőiskola alapfokon (1990, Editorg) – javított-bővített kiadás
- Együtt a Beatlesekkel (1993, Berger Kiadó)
- A főhős meghal a végén; Pesti Kalligram, Bp., 2018

### Rádió
- Játsszunk szakítást (rádiójáték, 1978)
- Nehéz napok éjszakái (rádiójáték, 1983)
- Halált okozó (rádiójáték, 1986)
- Rádiójáték (rádiójáték, 1987)
- A Kék Sárkány Völgye (rádiójáték, 1988)
- Te álmodsz engem (rádiójáték, 1989)
- A tündérsíp (rádiójáték, 1989)
- Rekviem (rádiójáték, 1990)
- A nyűgös beteg (rádiójáték, 1992)
- Trubadúr (folytatásos rádiós sitcom, 1994-1995)

### Színház
- A völgyben szántanak, egyfelvonásos (Pécsi Egyetemi Színpad, 1972)
- Ágyrajárók (Győri Kisfaludy Színház, 1985)
- A Béke (Győri Kisfaludy Színház, 1986)

### Televízió
- Angyalbőrben (tévésorozat, 1990-1991)
- Familía Kft (tévésorozat, 1991-1998)
  - 18. rész – Pekingi kacsa
  - 31. rész – Pasztőrözött bárány

## Kritikák a műveiről
- Berkes Erzsébet: Bemutatjuk Szántó Pétert (Magyar Ifjúság, 1974. november 27.)
- Egy élet, egy komédia (Kisalföld, 1985)
- Ágyra járunk (Film, Szinház, Muzsika, 1985)
- Kell a kötél? A Halált okozó c. rádiójátékról (Új Tükör, 1986)
- Szerző, de nem címszó, Szántó Péter: Ágyrajárók (Mozgó Világ, 1986)
- Kiss Eszter: Két színházi este Győrben (1986)
- Szántó Péter: És ilyen a boksz? (Könyvfalók)
- Az LGT sztori a XXI. Században (RTL Klub)
- Marafkó László: A szerkesztő és az élő “páncéling” (Jelenkor, 2012)
- Valuska László: A szerző is meghalt a végén (KönyvesBlog, 2018)